# Pierre Poiret

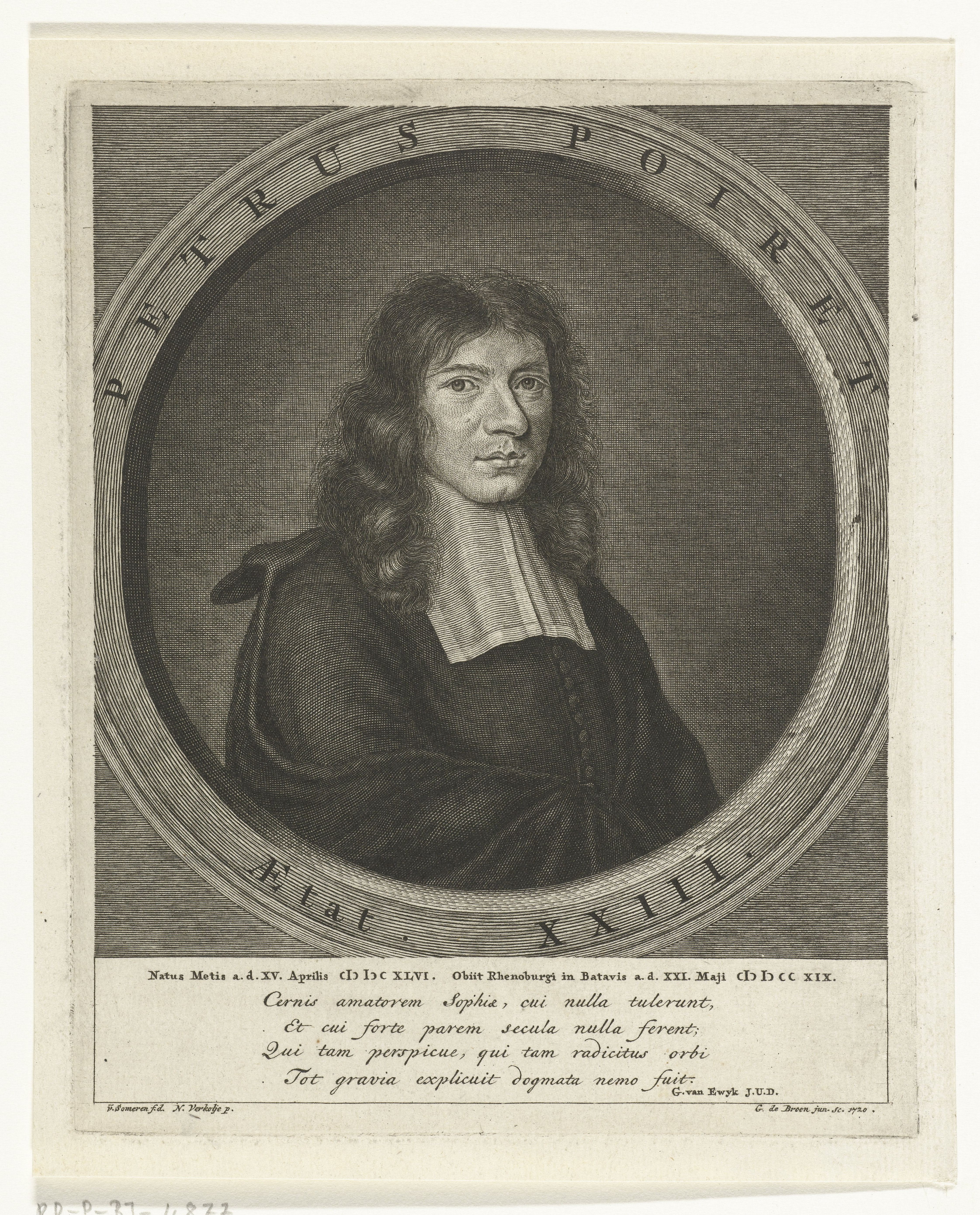
Pierre Poiret

Pierre Poiret (Metz, 15 april 1646 - Rijnsburg bij Leiden, 21 mei 1719) was een protestants aanhanger van het quiëtisme, mystiek schrijver en uitgever.

## Levensloop
Nadat zijn ouders vroeg gestorven waren, kwam de jonge man aan de kost door prenten te verkopen en Franse les te geven. Hij kon verder studeren, zowel theologie als filosofie, in Heidelberg, Hanau en Bazel. Hij ontdekte de filosofie van Descartes, die hem zeer beïnvloedde. Hij las ook Thomas a Kempis en Johannes Tauler en werd vooral beïnvloed door de Nederlandse mystieke Mennoniet Hendrik Jansen van Barrefelt (Hiël) (c. 1520 - c. 1594), die publiceerde onder het pseudoniem Hiël. Poiret werd predikant in Annweiler.
Na enkele jaren vestigde Poiret zich in Amsterdam en vervolgens in Rijnsburg bij Leiden, waar hij zich wijdde aan de publicatie van zijn eigen werken en die van geestesgenoten. Hij werd een enthousiaste aanhanger van de leer die gepredikt werd door Antoinette Bourignon, van wie hij de verzamelde werken publiceerde en de biografie schreef. Hij hield er niettemin gedeeltelijk andere zienswijzen op na. Zo was hij bijvoorbeeld geen voorstander van het passieve afwachten van de genade, zoals Bourignon die voorhield. Men moest niet passief zijn oordeelde hij, maar 'receptief' en zich openstellen voor de genade.
Hij publiceerde ook werk van Madame Guyon.
In zijn traktaat De eruditione, dat over fysica handelde, verdedigde hij stellingen die in oppositie waren met die van Descartes.
Poiret had verschillende discipels, onder wie de belangrijkste Gerhard Tersteegen was.

## Publicaties
- Cogitationes de Deo, anima et malo, 1687
- La paix des bonnes âmes
- Les principes solides de la religion chrétienne
- La théologie du coeur
- Vie de Mademoiselle Bourignon
- De eruditione, 1707